# Doctor Samuel León Brindis, Mapastepec
Doctor Samuel León Brindis är en ort i Mexiko.   Den ligger i kommunen Mapastepec och delstaten Chiapas, i den sydöstra delen av landet, 800 km sydost om huvudstaden Mexico City. Doctor Samuel León Brindis ligger 54 meter över havet och antalet invånare är 647.
Terrängen runt Doctor Samuel León Brindis är platt åt sydväst, men åt nordost är den kuperad. Runt Doctor Samuel León Brindis är det ganska glesbefolkat, med 27 invånare per kvadratkilometer. Närmaste större samhälle är Mapastepec, 11,1 km sydost om Doctor Samuel León Brindis. Trakten runt Doctor Samuel León Brindis består till största delen av jordbruksmark.